# 鴨子河
鴨子河是中華人民共和國四川省一條河流，它是沱江支流。鴨子河源頭位於什邡市和彭州市之間的茶坪山，流經廣漢市三星堆镇，最終在廣漢市南流入沱江。鴨子河長度122公里，流域面積460平方公里。